# 小林英造
小林 英造（こばやし えいぞう、1987年 - ）は、日本の脚本家。長野県長野市出身。長野県長野高等学校卒。早稲田大学教育学部国語国文学科卒。兄の小林雄次も脚本家である。祖父は長野郷土史研究会初代会長の小林計一郎。
高校時代から「矛先盾一」のペンネームで小説現代ショートショート・コンテストに入選。アニメ、実写ドラマ、小説など、幅広く活動。ドラえもんに思い入れが深く、2014年7月5日には早稲田大学で辻村深月、小学館ドラえもんルームの徳山雅記と共に講演を行った。ドラえもんは大学在学中から、サザエさんは卒業1年目から脚本に携わっている。

## 主な作品

### テレビアニメ
- ドラえもん (2005年のテレビアニメ)（2010年 - 2011年、2016年 - ）
- バトルスピリッツ ブレイヴ（2010年 - 2011年）
- サザエさん (2010年 - )
- ファイ・ブレイン 神のパズル（2011年 - 2014年）
- 史上最強の弟子ケンイチ　闇の襲撃（2014）
- M3〜ソノ黒キ鋼〜（2014年）
- デュエル・マスターズVS（2014年 - 2015年）
- デュエル・マスターズ VSR（2015年 - 2016年）
- デュエル・マスターズ VSRF（2016年 - 2017年）
- デュエル・マスターズ（2017年 - ）
- クロスアンジュ 天使と竜の輪舞（2014年）
- シャキーン！謎新聞ミライタイムズ（2016年）
- タイムボカン 逆襲の三悪人（2017年 - ）

### テレビドラマ
- アカギ（テレビドラマ）

### 小説
- ULTRASEVEN　X - 小林雄次と共著。
- オルトロスの犬 神の章（朝日文庫） - 小林雄次と共著。
- ファイ・ブレイン THE NOVEL（朝日新聞出版）

### ラジオドラマ
- 青山二丁目劇場（文化放送）

### 舞台
- 梶組ワンナイトシアター 1st Night「帰れない3人」
- 大!天才てれびくん（パズルの迷宮とゼロの秘宝）

### その他
- Let's天才てれびくん